# Antonio Berga
Antonio Berga (Torino, 1535 – Torino, 1580) è stato un medico e filosofo italiano. Fu medico di corte di Emanuele Filiberto di Savoia e professore e accademico dell'Università di Torino e dell'Università di Mondovì.

## Biografia
Antonio Berga nacque a Torino intorno al 1535. Il padre Luca era appartenente alla famiglia dei consignori di Borgaro Torinese. Acquisiti i primi studi, a soli 16 anni Antonio si trasferì a Padova per studiare arti e medicina all'Università della medesima città.
Perfezionò la propria formazione studiando filosofia sotto la guida dell'averroista Marco Antonio Genua, considerandolo il più importante dei propri insegnanti. Nel 1555, a soli 20 anni, conseguì la laurea ricevendola dal Genua e da Oddo Oddi.
Gli eventi della sua vita si articolarono intorno alle due professioni che intraprese, quella accademica di docente dell'Università di Torino e quella di medico privato del principe Emanuele Filiberto.

### Carriera universitaria
Subito dopo il conseguimento della laurea, nel 1555, dopo che si assopirono i contrasti in Piemonte, il governo francese ristabilì l'istituto dell'Università nella città di Torino e chiamò Berga a ricoprire il ruolo di docente, affidandogli la cattedra di filosofia e di medicina.
Poco si sa dei primi anni di docenza, ma si può supporre che furono buoni, poiché nel 1560 Emanuele Filiberto instituì a Mondovì una nuova Università chiamando Berga come lettore di "filosofia et arte di medicina" con uno stipendio di 180 scudi. La nomina a lettore fu sostenuta dal conte Stroppiana, suo grande sostenitore, che lo difese dalle accuse di una fin troppo rapida ascesa in campo accademico, in quanto non ancora trentenne era già professore di due cattedre in ben due Università del Piemonte.
Nel 1565, proprio durante la sua docenza presso Mondovì, Berga produsse le sue prime opere. Mosso dalla lettura e dallo studio del IV libro della Meteorologica di Aristotele, esaminò i processi di commistione della materia e degli umori corporei, interpretandoli alla luce dei quattro elementi aristotelici e collegandoli ai suoi interessi di medico.
Di forte impronta aristotelica e averroista, la formazione di Berga riecheggia in tutta la sua produzione scientifica, tanto è vero che nella prefazione al Naturales praelectiones espone la sua idea sulla beatitudine come grado più alto della speculazione filosofica rispetto alla discussione sull'oggetto proprio della scienza naturale.
Nel 1566, quando venne riaperta l'Università di Torino, fu chiamato come lettore di medicina teorica e l'anno successivo (1567) fu nominato primo lettore di medicina. La sua carriera, nonostante i primi ostacoli e le accuse di favoritismi, si svolse tra ampi riconoscimenti, tanto che nel 1569 fu promosso lettore di filosofia con uno stipendio di 350 scudi, pari a quello di Agostino Bucci.
Nel 1572, al culmine della carriera accademica, il Berga affisse alle porte dell'Università alcune tesi in cui sosteneva, conformemente alla teoria averroista sull'unità dell'intelletto e l'universalità del phantasma in rapporto alla pluralità degli individui. L'evento diede modo di dare il via ad una disputa con l'amico e collega Agostino Bucci, di posizione diametralmente opposta, che vide infine la pubblicazione in due volumi dell'intera questione.
Un'altra celebre disputa a cui fu chiamato a partecipare il Berga fu quella ideata dallo stesso Emanuele Filiberto nel 1578 ponendo il quesito della grandezza, in termini di misure e peso, della terra e dell'acque. Il Berga sostenne che la superficie delle acque fosse più estesa di quella della terra; l'opera che ne scaturì riportava una lunga serie di argomentazioni tratte da Aristotele, Plinio, Strabone, Tolomeo e molti altri, nel tentativo di dimostrare che l'acqua è maggiore della terra, contrariamente a quanto affermato da Alessandro Piccolomini avversario nella disputa.

### Carriera medica
Contemporaneamente allo svolgimento della carriera accademica, Berga svolse la professione di medico. Nel 1563 era già uno dei medici personali di Emanuele Filiberto, insieme ad altri illustri medici del tempo, quali Argenterio, Bucci, Gambarana, Capra, Bocco. Nel 1573 fu chiamato a consulto per una grave malattia di carattere malarico che aveva colto Emanuele Filiberto e che richiese un intero anno di cure. Nel 1580 il principe si ammalò di idropisia, anche detta male del montone, a cui non scampò e che probabilmente colpì anche Berga, che morì di li a poco, nel 1582.

## Opere
- (LA) Naturales praelectiones, Mondovì, Leonardo Torrentino, 1565.
- (LA) Paraphrasis Antonii Bergae Taurinensis philosophi et medici eorum quae in quarto libro Meteorologici habentur, Mondovì, Leonardo Torrentino, 1565.
- (LA) De coloribus, saporibus, atque odoribus libellus, Torino, 1578.
- Della grandezza dell'acqua e della terra, Torino, eredi Niccolò Bevilacqua, 1579.